# 常家庄园

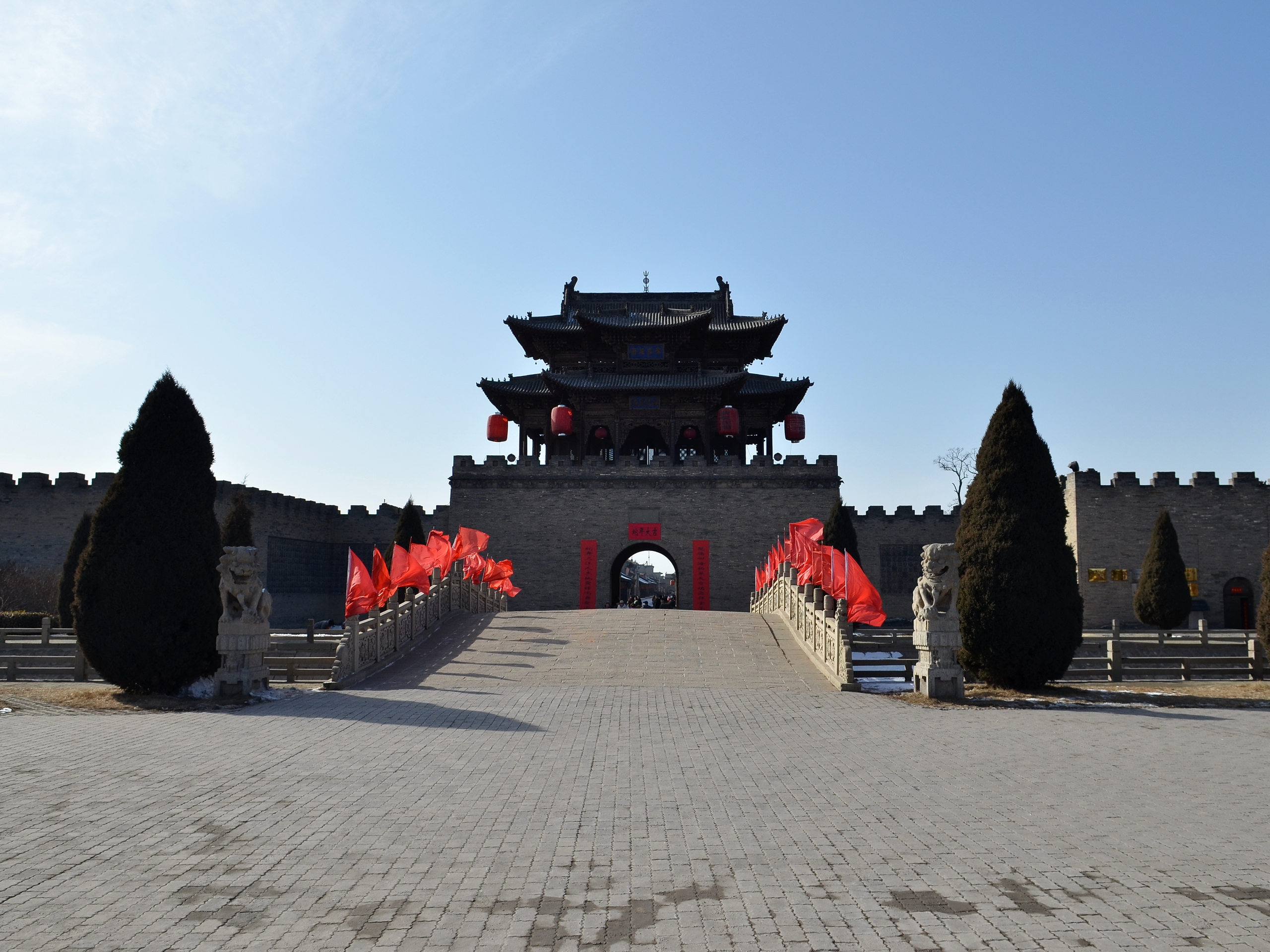
常家庄园正门

常家庄园，位于山西省晋中市榆次区东阳镇车辋村，是一座规模宏大的清代北方民間建筑群。
清代山西晋商常氏家族在自己的故乡车辋村進行了大规模的宅院建設。经过200余年的陆续修建，堡墙八道堡门的环围下，建起南北、东西两条大街，庄园共占地一百余亩。常家庄園是一座城堡式建築，现存高大的东艮吉堡門坐西朝東，門前架有白色石拱橋。常家庄园有房屋1500余间，楼房50余座、园林13处。常家庄园经修复对外开放的面积约12万平方米，其中四万平米宅第，八万平米园林，主要是东西向大街南侧的原有院落。

## 图片

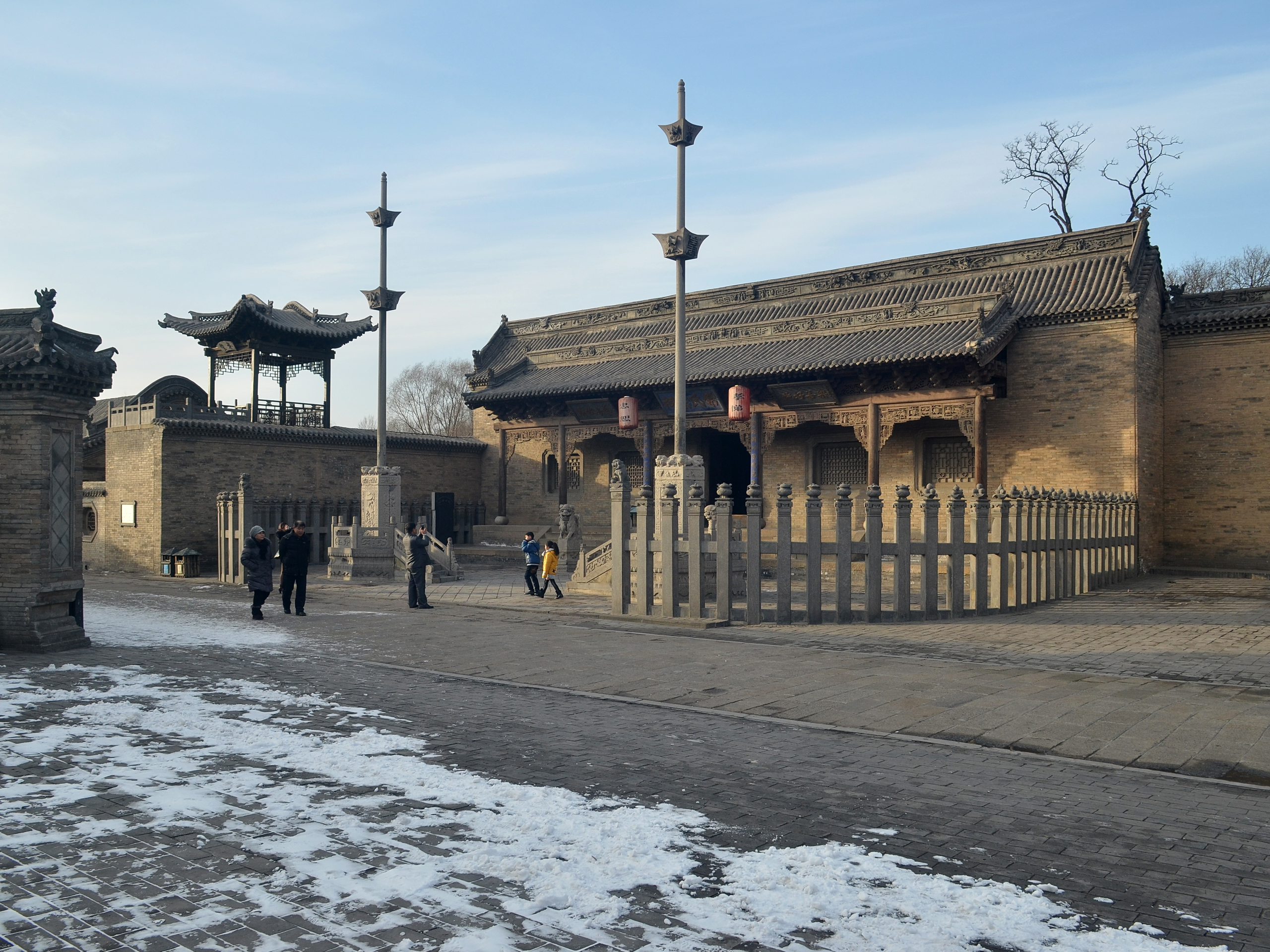
常家庄园祠堂
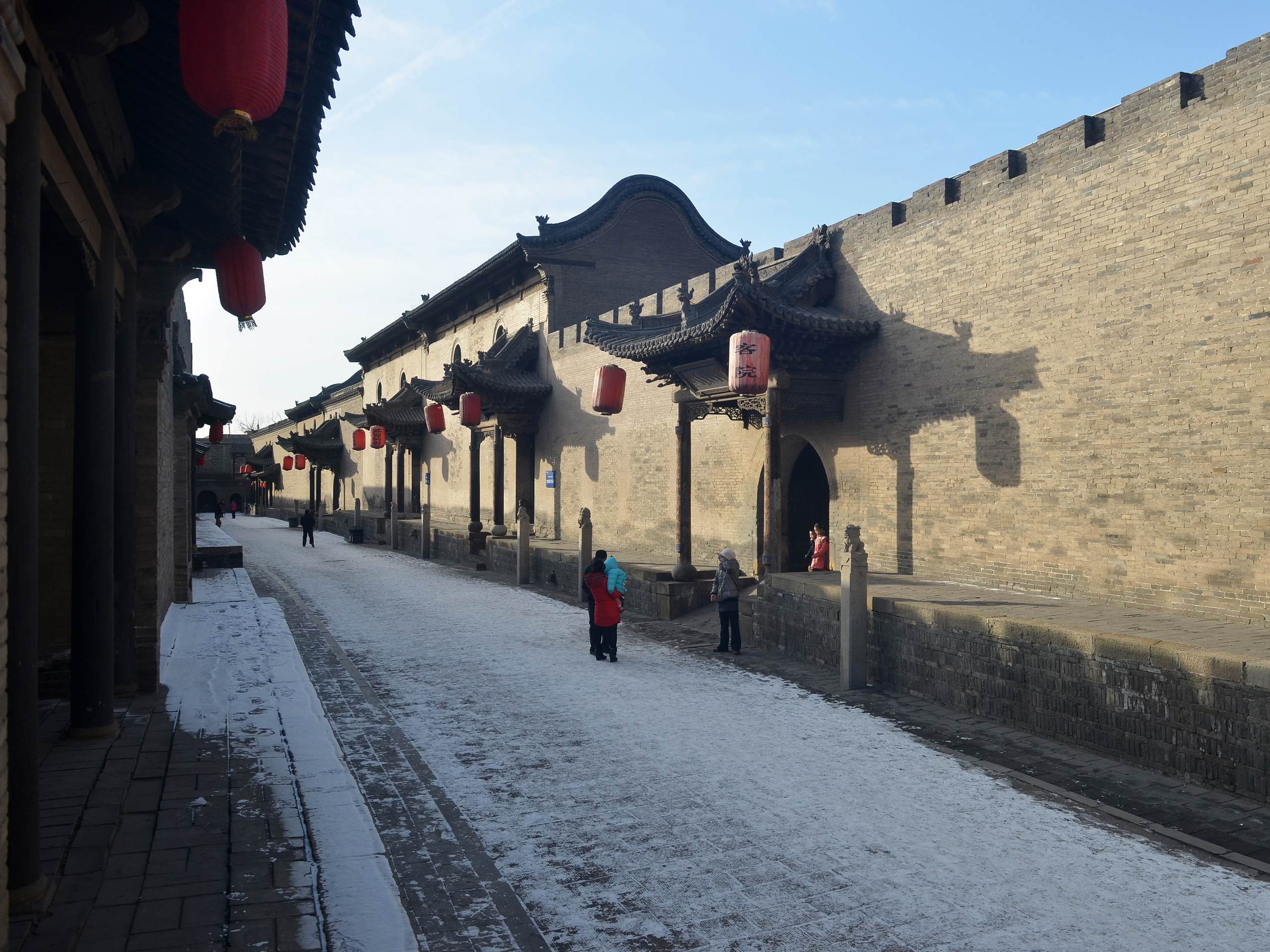
街景
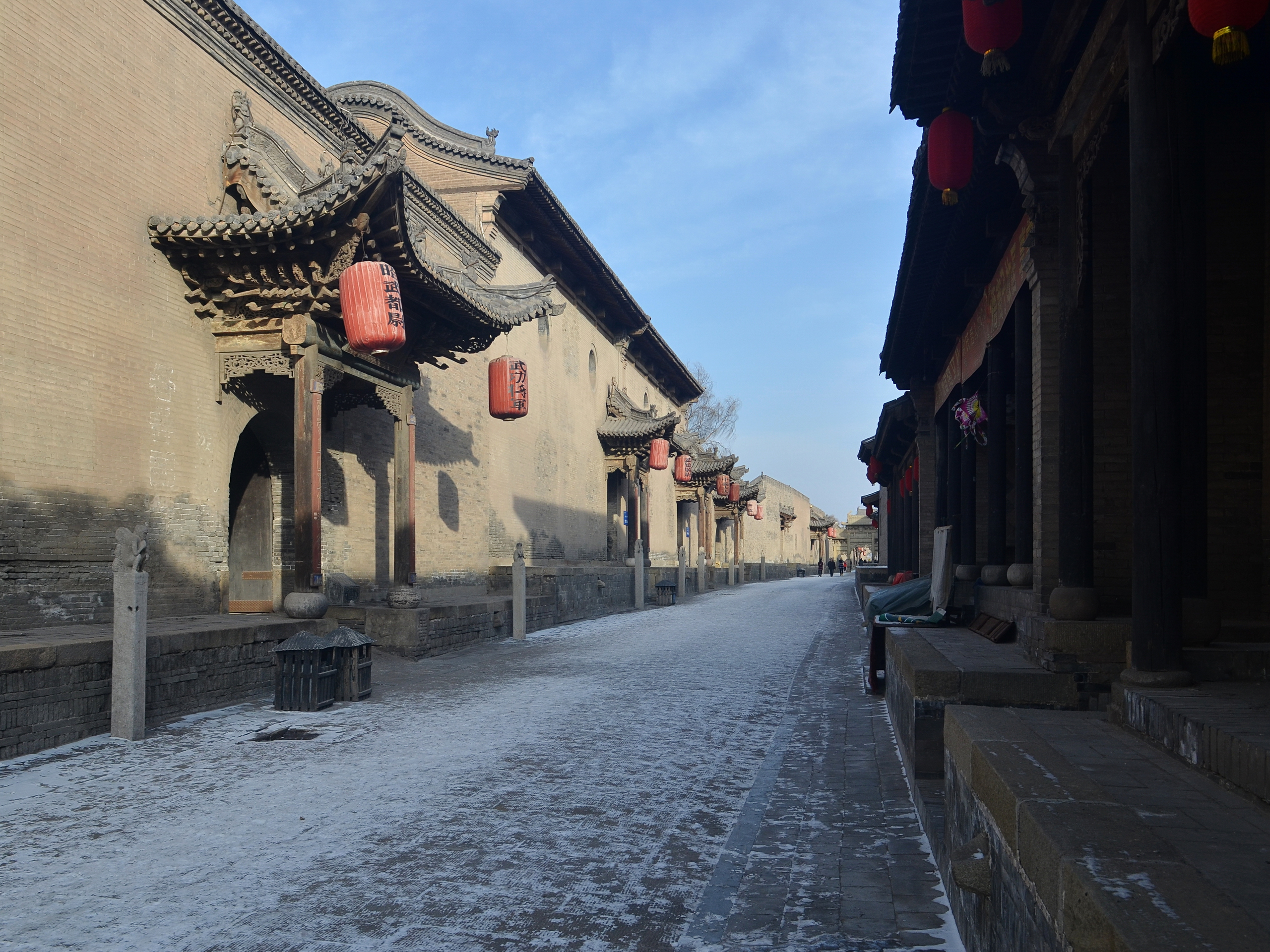
街景
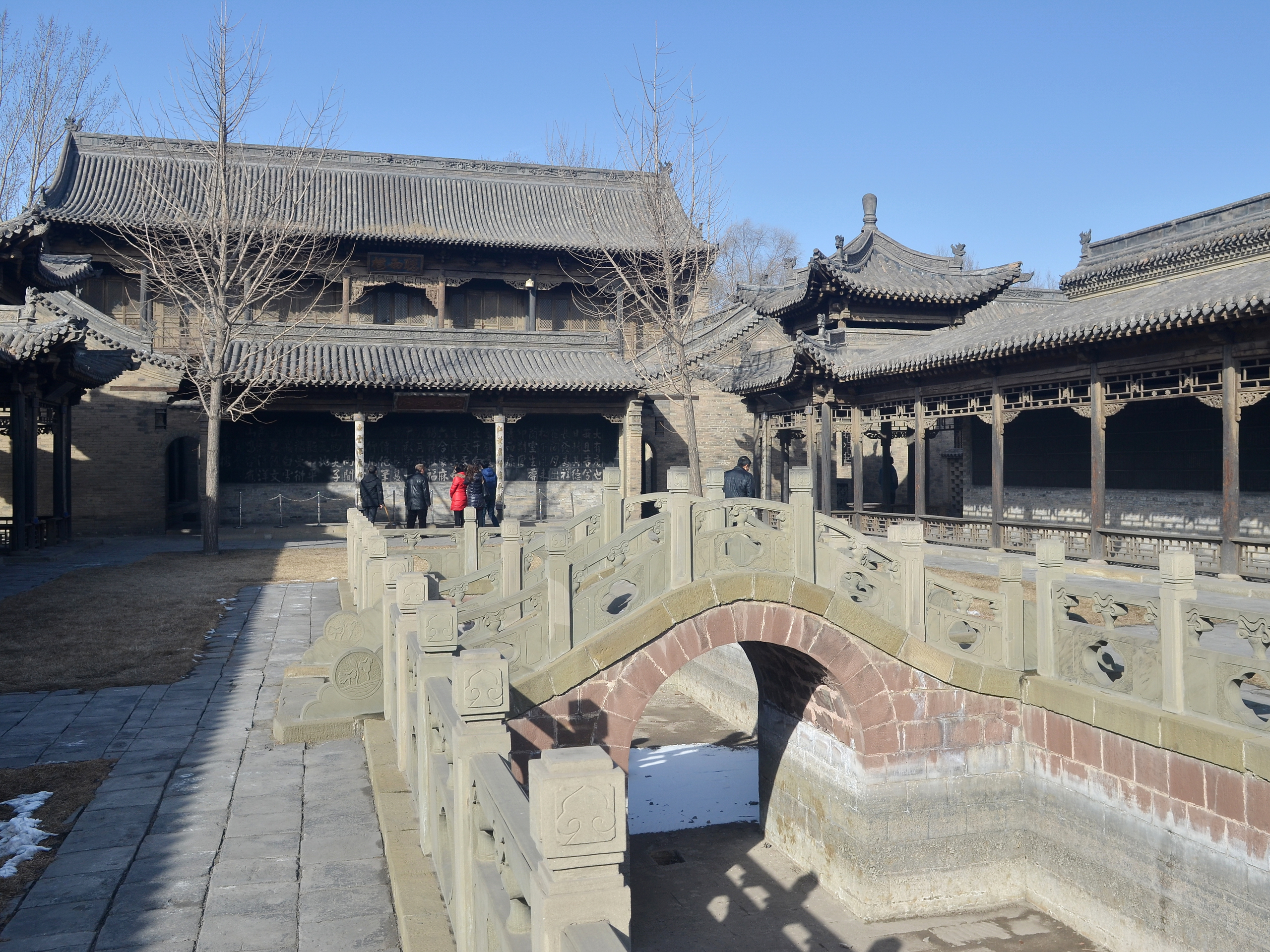
石云轩书院内
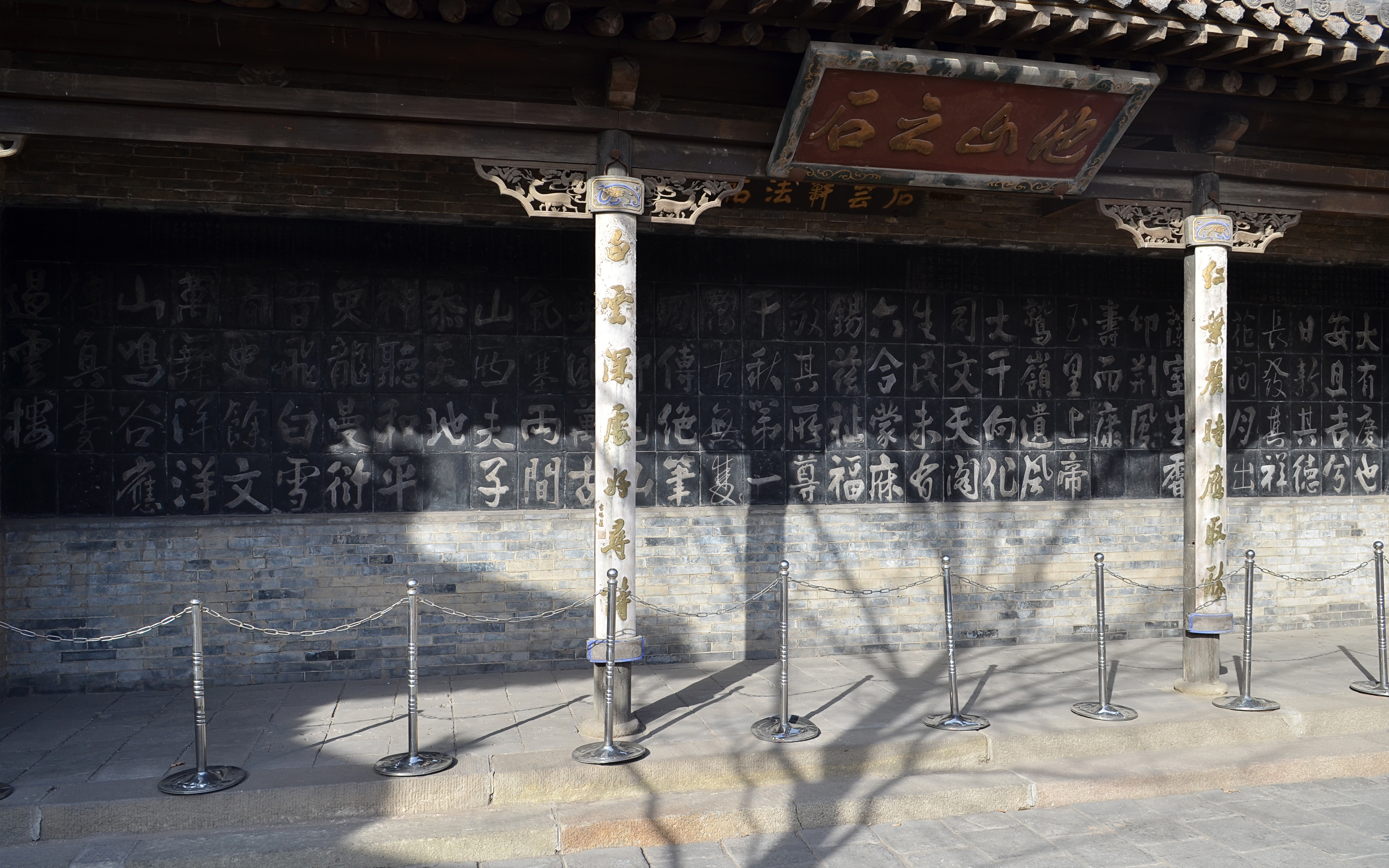
石云轩书院内石云轩法帖刻石
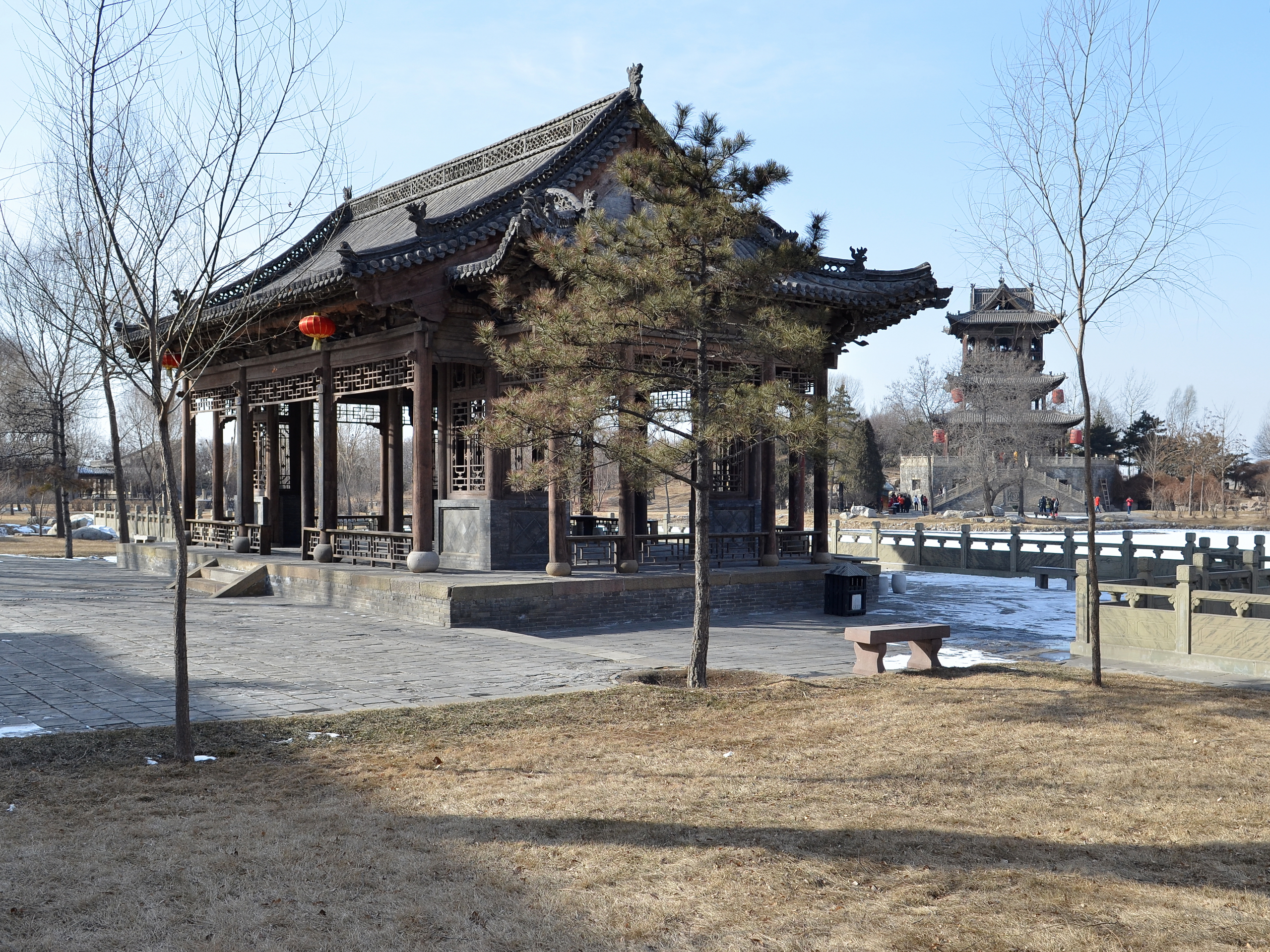
静园
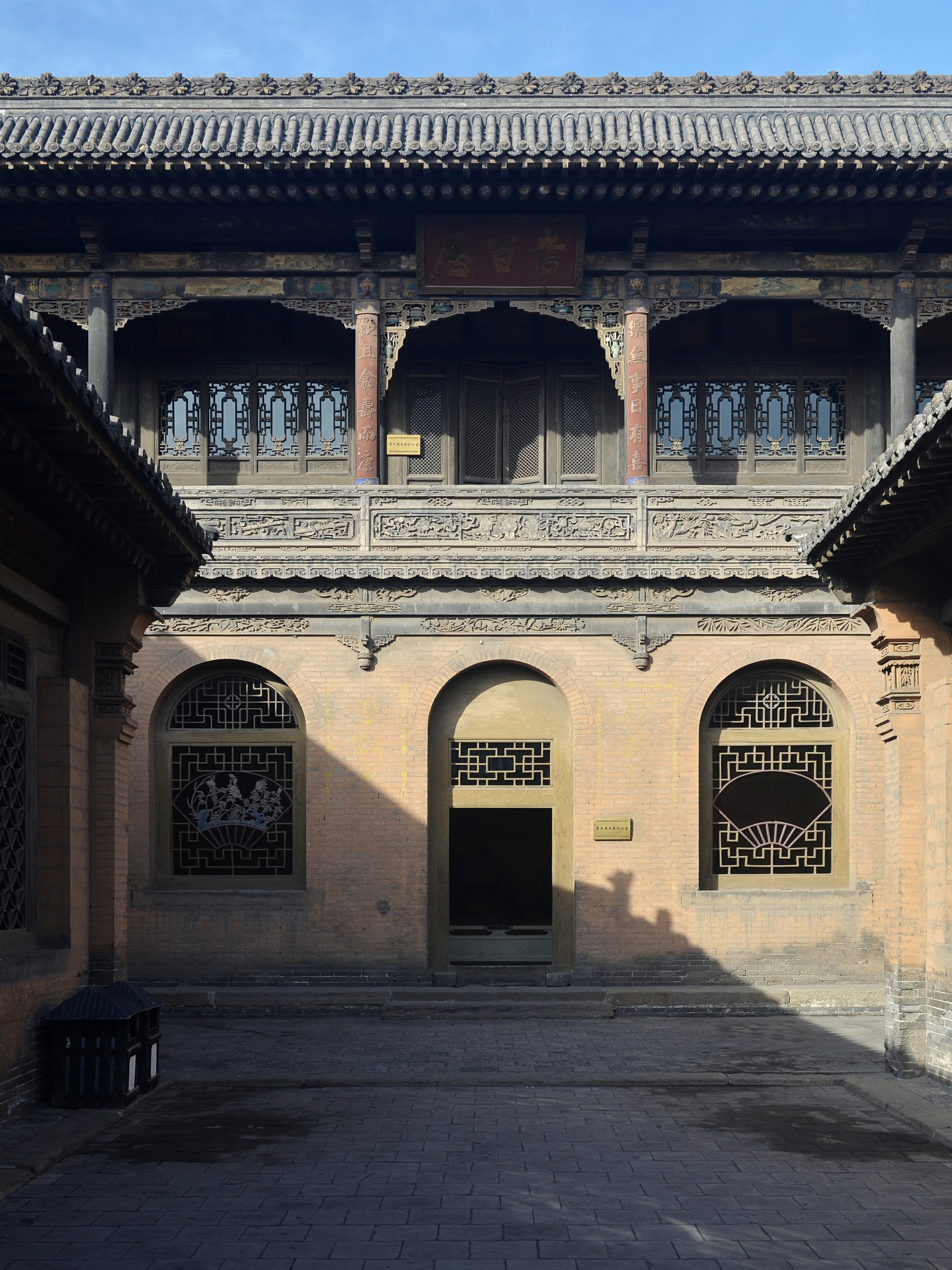
养和堂宅院
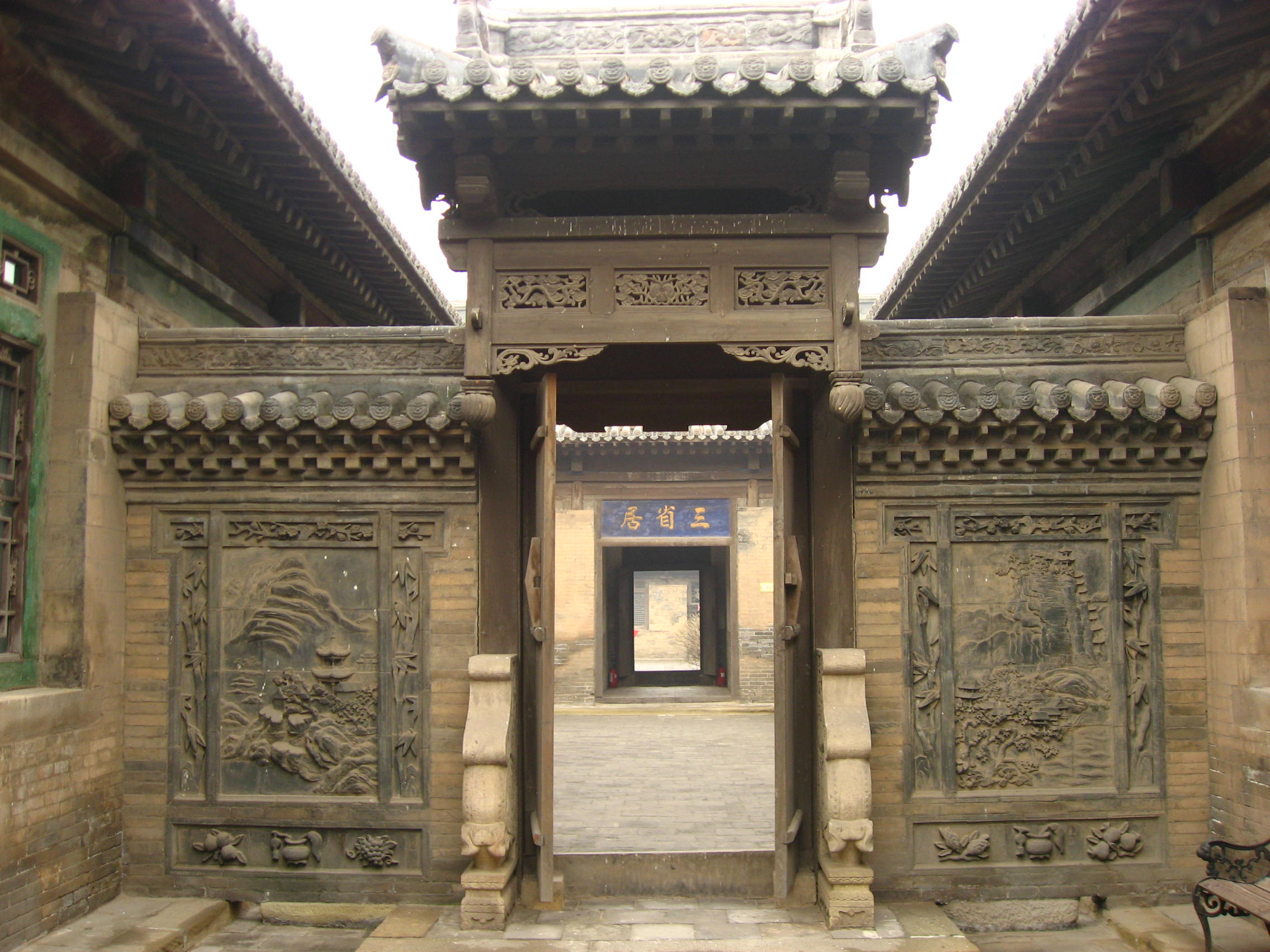
宅院